# Never Get Old
Never Get Old is een nummer van de Britse muzikant David Bowie, uitgebracht als het derde nummer van zijn album Reality uit 2003. In februari 2004 is het nummer uitgebracht als de tweede single van het album, maar enkel in Japan. In Europa kwam het nummer alleen uit als een promotionele single.
Een halve minuut van dit nummer verscheen in een tv-commercial voor Vittel voordat Reality werd uitgebracht.
Later in 2004 verscheen het nummer op single in een mash-up met het klassieke Bowie-nummer "Rebel Rebel", genaamd "Rebel Never Gets Old".

## Tracklijst
- "New Killer Star" geschreven door Bowie, "Love Missile F1-11" geschreven door Tony James, Martin Degville en Neal Whitmore, "Waterloo Sunset" geschreven door Ray Davies.

Cd-versie (Japan)
1. "Never Get Old (Radio edit)" - 3:39
2. "Love Missile F1-11" - 4:14

Promotionele cd-versie (Europa)
1. "Never Get Old" (edit) - 3:40
2. "Waterloo Sunset" - 3:28

## Muzikanten
- David Bowie: zang, gitaar, keyboard, percussie, saxofoon, Stylophone, synthesizer
- Earl Slick, David Torn, Gerry Leonard: gitaar
- Mike Garson: piano
- Sterling Campbell: drums
- Tony Visconti: basgitaar, gitaar, keyboard, achtergrondzang
- Gail Ann Dorsey, Catherine Russell: achtergrondzang